# Selenicereus undatus

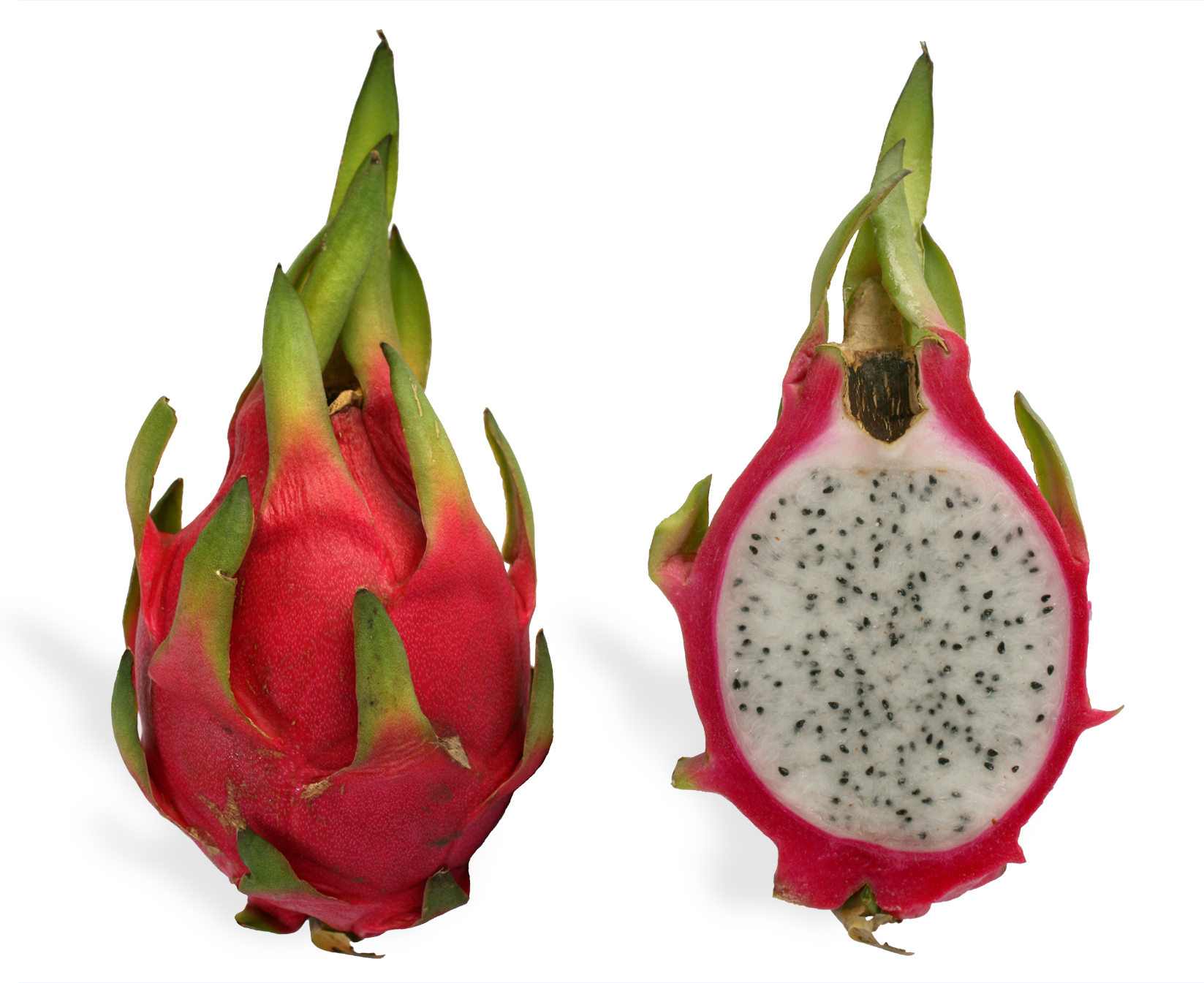
Frucht

Selenicereus undatus ist eine Pflanzenart der Gattung Selenicereus aus der Familie der Kakteengewächse (Cactaceae). Das Artepitheton undatus leitet sich vom lateinischen Substantiv unda für ‚Welle‘ ab.
Trivialnamen sind „Chacam“, „Chak-Wob“, „Dragon Fruit“, „Junco Tapatío“, „Pitahaya“, „Pitahaya Orejona“, „Queen of the Night“, „Tasajo“ und „Zacamb“. Die Art wurde von den Kakteengesellschaften der drei deutschsprachigen Länder Deutschland (DKG), Österreich (GÖK) und Schweiz (SKG) zum Kaktus des Jahres 2021 gewählt.

## Beschreibung
Selenicereus undatus wächst ausgestreckt oder kletternd mit einem dichten Gewirr von dreikantigen, kräftigen und gegliederten Trieben und erreicht bei Durchmessern von 4 bis 7,5 Zentimetern eine Länge von 5 Metern und mehr. Die Triebe sind am Rippenrücken wellenförmig ausgeschweift und verhornt. Es sind 1 bis 3 kurze, konische, bräunlich graue Dornen vorhanden, die bis zu 3 Millimeter lang sind.
Die entlang der gesamten Triebe erscheinenden weißen Blüten sind 25 bis 27 Zentimeter lang und weisen einen Durchmesser von 15 bis 20 Zentimeter auf. Die wohlschmeckenden, rosa-magentafarbenen Früchte, in Deutschland unter dem Sammelnamen „Drachenfrucht“ oder „Pitahaya“ gehandelt, sind kugelförmig bis länglich, 5 bis 12 Zentimeter lang und haben einen Durchmesser von 4 bis 9 Zentimetern.

## Systematik, Verbreitung und Gefährdung
Selenicereus undatus stammt ursprünglich vermutlich aus dem Süden Mexikos und ist heute in den Tropen der Neuen Welt weit verbreitet. In vielen Ländern, beispielsweise im Südosten Asiens, wird die Art kultiviert und ist dort zum Teil verwildert.
Die Erstbeschreibung als Cereus undatus wurde 1830 von Adrian Hardy Haworth veröffentlicht. David Richard Hunt stellte die Art 2017 in die Gattung Selenicereus. Ein weiteres nomenklatorisches Synonym ist Hylocereus undatus (Haw.) Britton & Rose (1918).
Zur Abschätzung des Gefährdungsgrades liegen der Roten Liste gefährdeter Arten der IUCN nur unzureichend Daten vor.

## Anbau
Die Anbaugebiete umfassen das tropische und subtropische Amerika, Süd-Florida, die Karibik, Hawaii, verschiedene Gebiete Asiens, Australien, Taiwan, Vietnam, Malaysia und Israel. Die Pflanzen gedeihen in subtropischem oder tropischen Klima. Sie werden üblicherweise aus Stecklingen vermehrt und auf lockerem trockenem Boden, oder als Epiphyt an Bäumen, Zäunen oder Mauern kultiviert. Der Kaktus kann ganzjährig Früchte tragen. Die Stecklinge wachsen sehr schnell (bis zu 3 cm pro Tag) und können unter günstigen Bedingungen schon nach 6–9 Monaten Früchte produzieren. Eine drei bis vierjährige Pflanze kann bis zu 100 kg Früchte pro Jahr liefern. Die Lebensspanne der Kulturpflanzen wird mit etwa 20 Jahren angegeben.

## Nachweise